# Iphra epipediforma
Iphra epipediforma är en skalbaggsart som beskrevs av Hayashi 1977. Iphra epipediforma ingår i släktet Iphra och familjen långhorningar. Inga underarter finns listade i Catalogue of Life.